# August Treboniu Laurian

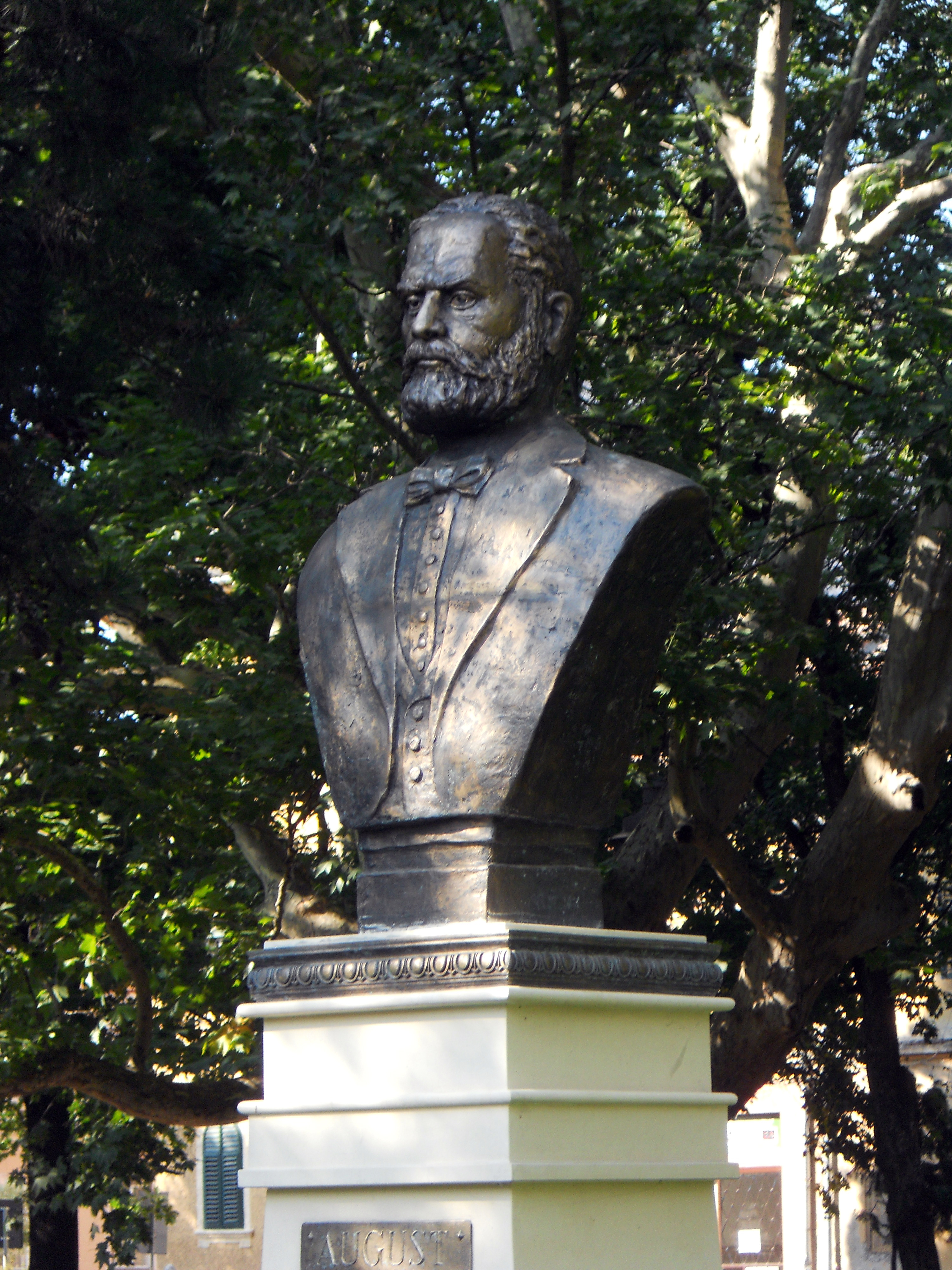
Buste d'August Treboniu Laurian à Sibiu

August Treboniu Laurian (de son vrai nom Augustin Trifan), est né le 17 juillet 1810, à Fofeldea, dans la commune Nocrich, située dans le județ de Sibiu en Transylvanie, actuellement en Roumanie et il est mort le 25 février 1881, à Bucarest, Roumanie. Philologue, historien, écrivain et homme politique roumain, l’un des dirigeants de la Révolution de 1848 de Transylvanie. Il a été professeur à l'Université de Bucarest, l’un des fondateurs de l'Académie roumaine (le 2 juin 1867), secrétaire général et président de la Société Académique Roumaine et président de la Section Littéraire (1867 – 1876).

## Études
August Treboniu Laurian a suivi les cours scolaires à Sibiu et à Cluj, ensuite, il a étudié à l’Université et à l’Institut Polytechnique de Vienne et de Göttingen.

## Activité

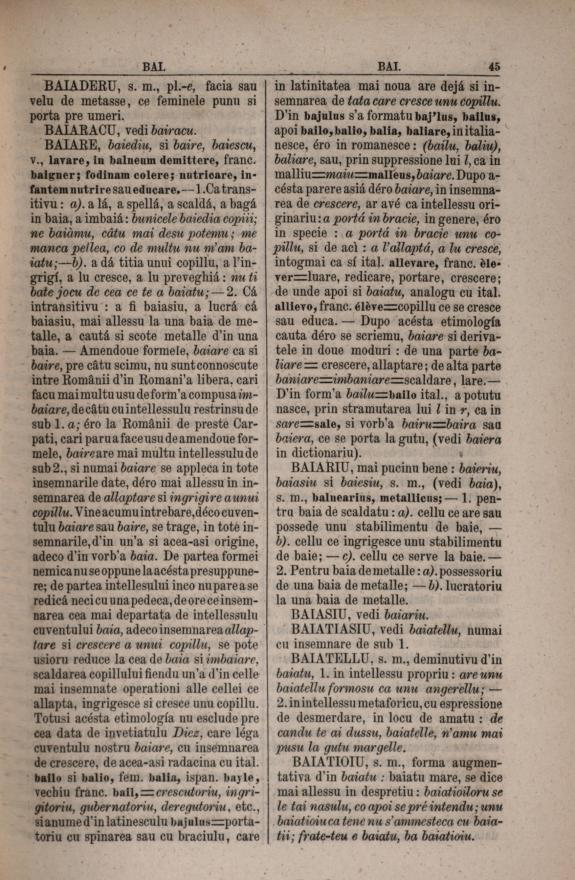
Une page du «Dictionariulu limbei romane», fait d'après des principes puristes

En 1842 August Treboniu Laurian a été nommé professeur au Collège Saint-Sava de Bucarest, où il s’est fait remarquer comme un excellent pédagogue. À Bucarest, il a rencontré  Nicolae Bălcescu. Avec celui-ci, depuis 1845, il allait rédiger la première revue roumaine d’histoire, appelée « Magazin istoric pentru Dacia ». Les articles publiés dans cette revue d’histoire promeuvent un point de vue nationaliste concernant l’ancienneté, la continuité et l’unité des Roumains de la Transylvanie, de Moldavie et de la Valachie. Pendant la même période, en 1843, il a adhéré à la société secrète, de type franc-maçonnique « Frăția ».
August Treboniu Laurian a été un participant actif dans la Révolution de 1848. À la suite des conseils de Nicolae Bălcescu, il est revenu en Transylvanie natale et il y a contribué à l’organisation de la Révolution des Roumains transylvains, en tant que mobilisateur et dirigeant.
Son livre, Istoria Românilor, commence par la Fondation de Rome, en 753 avant J-Chr. Après la chute de l’Empire romain, le livre continue par l’histoire des Roumains, toutes les dates étant converties au système romain, Ab Urbe condita. Par exemple, la révolution dirigée par Tudor Vladimirescu s’est déroulée en 2574 UC.
Entre 1871 et 1876, aidé par Ioan C. Massim, August Treboniu Laurian a élaboré «Dictionariulu limbei romane», où, en cherchant de purifier la langue roumaine des éléments non latins, il a fait que celle-ci ne ressemble que vaguement à la langue roumaine authentique. Les deux auteurs séparent du corpus du dictionnaire proprement dit les mots qu’ils considèrent d’origine étrangère ou douteuse, dans un glossaire, et ils décrivent leur travail, en employant l’orthographe établie par eux-mêmes: « Glossariu care coprinde vorbele d’in limb’a romana, straine prin originea sau form’a loru, cumu si celle de origine indouioasa. Dope insarcinarea data de Societatea academica romana ».
Mais cette tentative d’établir l’orthographe du roumain, d’après les principes puristes, n’a pas eu d’avenir. À présent, cette orthographe est regardée avec curiosité.

## Œuvres
- Tentamen criticum, Vindobonae (Vienne), 1840 (une grammaire).
- Dictionariulu limbei romane (avec Ioan C. Massim), București, 1871 - 1876.
- Românii din monarhia austriacă (3 volumes) (Les Roumains de la monarchie autrichienne).
- Istoria românilor (L'Histoire des Roumains).

## À l'honneur du savant August Treboniu Laurian
- À Fofeldea (son village natal) on a érigé un buste d’August Treboniu Laurian[6], sculpté par Nicolaie Pascu Goia.
- Le 16 septembre 2010, dans le Parc Astra de Sibiu, on a érigé un buste d'August Treboniu Laurian (les auteurs sont le sculpteur Adrian Popescu et l'ingénieur architecte Ilie Crețu).
- À Botoșani, fonctionne le Collège National "August Treboniu Laurian"[7].
- À Agnita, județ de Sibiu, fonctionne le Collège Technique "August Treboniu Laurian".

### Numismatique
- À l’occasion du 200e anniversaire de la naissance du savant August Treboniu Laurian, le 9 août 2010, la Banque nationale de Roumanie a mis en circulation, à l’intention des numismates, une pièce de monnaie commémorative en argent, ayant le titre de 999 ‰, de qualité « belle épreuve » / « flan bruni ». La pièce de monnaie est ronde et elle a le diamètre de 37 mm. Elle pèse 31,103 grammes et sa tranche est coordonnée. La valeur faciale de la monnaie est de 10 lei. Le tirage de l’émission est de 1 000 exemplaires. Sur l’avers de la monnaie est gravé le symbole de la latinité du peuple roumain «Lupa Capitolina», les armoiries de la Roumanie, le nom de l’État émetteur, la Roumanie, ainsi que le millésime[8] 2010. Sur le revers de la pièce, au centre, il y a gravé l’effigie d’August Treboniu Laurian, à droite, un fragment de la couverture du «Magazin Istoric pentru Dacia» et, à gauche, les mots «August Treboniu Laurian». En bas de la pièce, sont gravés les ans ‘’1810’’ et ‘’1881’’[9].